# 皇家小屋

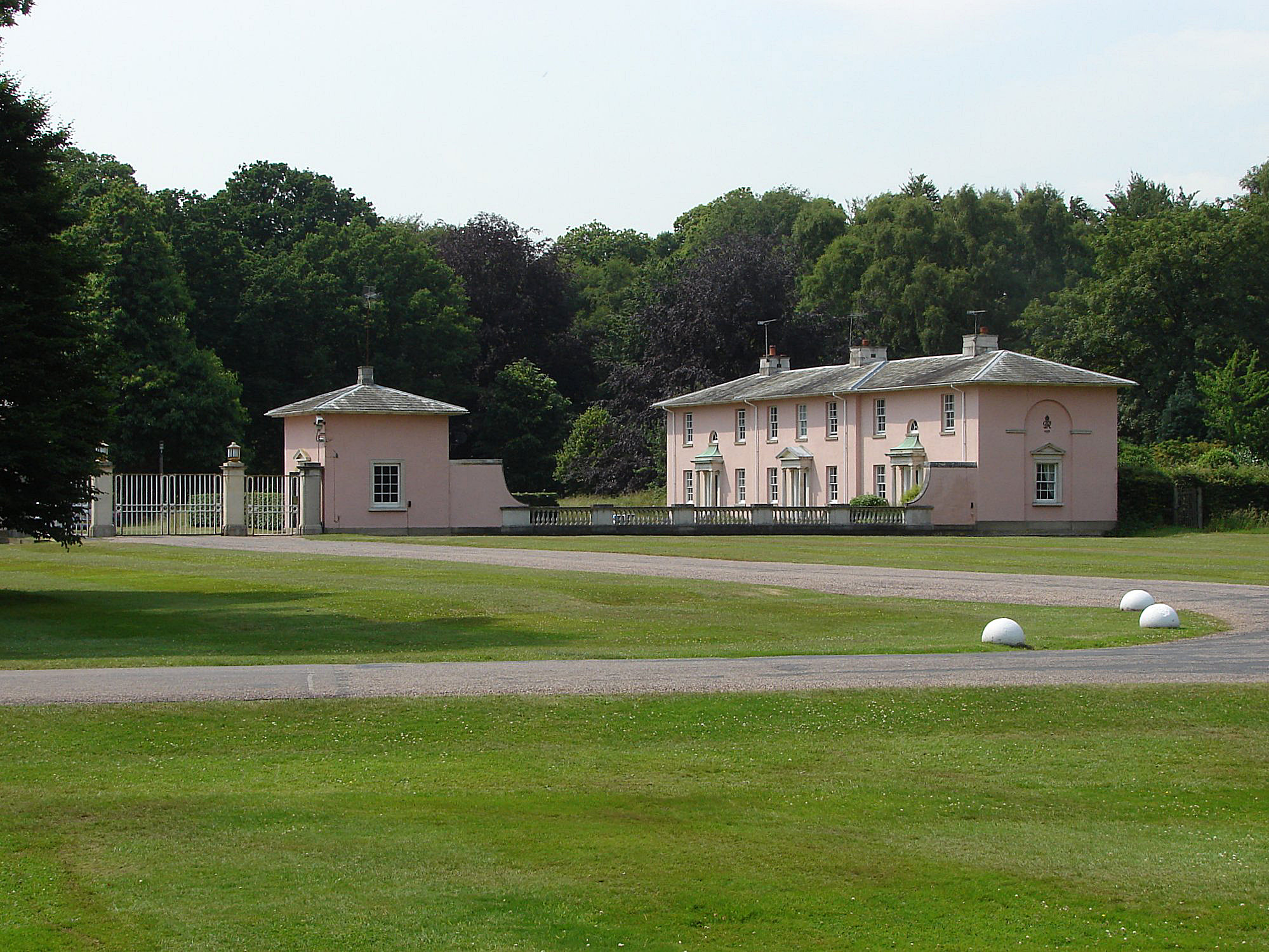
皇家小屋 (2018)

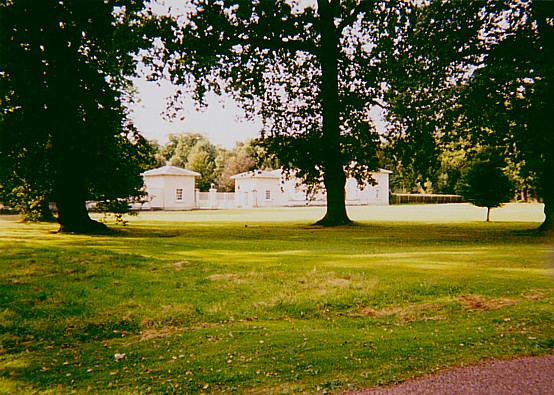
皇家小屋大門 (1999)

皇家莊園（英語：Royal Lodge）是一座府邸，位于英格兰伯克郡温莎大公园，温莎城堡以南3英里（4.8），坎伯兰小屋以北0.5英里（0.80）。从1952年到2002年，这是伊莉莎白王太后在温莎的住处。伊莉莎白王太后去世後兩年（2004年），該棟府邸成为約克公爵安德魯王子的正式官邸。
皇家小屋的历史可追溯到17世纪中叶，1812年乔治四世改建坎伯兰小屋时，暂居此处。约翰·纳西进行一些改动。1931年，乔治五世将其赠给其次子約克公爵阿爾伯特（后來的乔治六世）。主楼有30个房间，包括7个卧室。1952年乔治六世逝世后，伊莉莎白王太后继续住在此处，直到2002年去世。2004年，安德魯王子迁入府邸。